# Mein Schiff Relax
Die Mein Schiff Relax ist ein Kreuzfahrtschiff der Reederei TUI Cruises. Gebaut wurde das Schiff bei der Fincantieri-Werft im italienischen Monfalcone. Sie ist das Typschiff der InTUItion-Klasse und das Schwesterschiff der im Bau befindlichen Mein Schiff Flow, welche ab dem Sommer 2026 in Fahrt kommen soll.

## Design und Bau

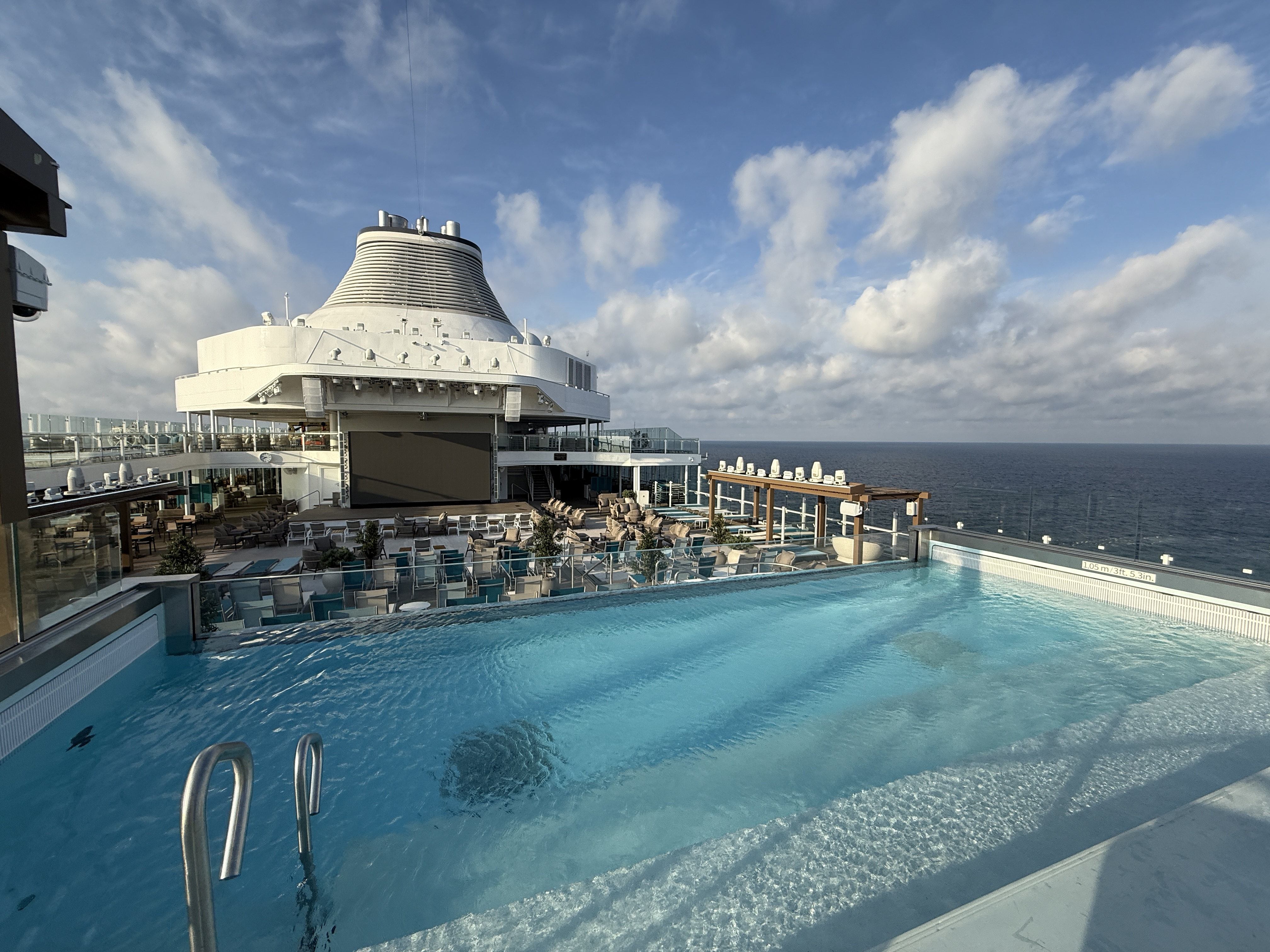
Agora mit Infinitypool

Das Schiff wurde am 12. Juli 2018 als das erste von zwei neu-konzipierten LNG-Schiffen der InTUItion-Klasse bei der italienischen Fincantieri-Werft durch die deutsche Reederei TUI Cruises bestellt. Die Ablieferung sollte zunächst 2024 erfolgen, wurde jedoch später auf 2025 verschoben. Zum Zeitpunkt des Auftrages war vorgesehen, dass es das größte je in Italien gebaute Kreuzfahrtschiff wird.
Das Design basiert auf der „Project Mille“-Prototypplattform, die von Fincantieri entwickelt wurde. Dieser neue Prototyp ist das erste vollständig neue Design von TUI Cruises seit der Einführung der Mein Schiff 3 im Jahr 2014.
Der erste Stahlschnitt erfolgte im Juni 2022. Der Bug des Schiffes wurde in der VARD-Werft in Tulcea, Rumänien, gebaut. Der Abschnitt wurde später zur Fincantieri-Werft in Monfalcone geschleppt, wo das Schiff zusammengesetzt und fertiggestellt wurde. Im Oktober 2023 wurde bekannt gegeben, dass das Schiff den Namen Mein Schiff Relax tragen wird, was eine Abweichung von der bisherigen Nummerierungskonvention der TUI-Flotte darstellt.
Die Mein Schiff Relax wurde im November 2023 ausgedockt. Die Ehrenpatin des Schiffes war Elena Sperti, eine Mitarbeiterin der Werft. Im Oktober 2024 begann das Schiff mit seinen ersten Seeerprobungen. Dabei fuhr es von Monfalcone nach Palermo, wo es im Trockendock überarbeitet wurde, bevor es zur Fertigstellung zur Werft nach Monfalcone zurückkehrte. Anfang Februar 2025 wurde es in Monfalcone abgeliefert.

## Technische Daten
Die Mein Schiff Relax hat eine Länge von 333 Metern, eine Breite von 42,1 m und eine Höhe von 67,5 m und ist mit 157.651 BRZ vermessen. Sie soll für 3984 Passagiere zugelassen werden. Sie verfügt über einen LNG-Antrieb mit einer Leistung von 60.000 kW (81.577 PS). Die Dienstgeschwindigkeit des Schiffs liegt bei 21,5 kn. Die Azipods haben jeweils eine Leistung von 20 MW.
Die Mein Schiff Relax ist zudem das erste Schiff der Reederei, das mit Dual-Fuel-Motoren ausgestattet ist, die mit Flüssiggas (LNG), aber perspektivisch auch mit Bio-LNG oder E-LNG betrieben werden können.

## Taufe
Die Taufe des Schiffes fand am 9. April 2025 in Málaga statt, als besonderes Highlight wohnten die Mein Schiff 5 und die Mein Schiff 7 der Taufe bei. Taufpatin war Giuliana Rizzo, die seit 2015 Crewmitglied an Bord der Mein-Schiff-Flotte ist. Als Stargast und Wohlfühl-Pate gab der britische Sänger Robbie Williams ein Open-Air-Konzert für über 12.000 Gäste der TUI-Schiffe.
Sowohl vor als auch nach der Taufe wird die Mein Schiff Relax auf mehreren Mittelmeer-Kreuzfahrten ab Palma de Mallorca eingesetzt, startend mit einer 7-tägigen Reise mit Hafentagen in Ajaccio, Marseille und Barcelona ab dem 2. März 2025. Die Reisen vor der Taufe werden von TUI mit dem Hinweis als finale Übungsfahrten für die Schiffsbesatzung beworben.